# Notechidnopsis tessellata
Notechidnopsis tessellata là một loài thực vật có hoa trong họ La bố ma. Loài này được (Pillans) Lavranos & Bleck mô tả khoa học đầu tiên năm 1985.